# Papirno modelarstvo
Papirno modelarstvo predstavlja pravljenje različitih predmeta i objekata od papira. Složenost modela može da varira od jednostavnih oblika do veoma kompleksnih modela. Modeli se prave od obojenih, obrezanih komada papira — najčešće kartona. Mnogi modeli dostupni su kao kompleti, sa odštampanim delovima koje modelar treba da iseče i sastavi.

## Spoljašnje veze

### Softver
- Архивирано на веб-сајту  (28. новембар 2009) (језик: енглески)

### Modeli
- Sr-Fraude Papercraft(језик: португалски)
- — Free Papercraft Toys (језик: енглески)